# بیا پلیس باشیم
بیا پلیس باشیم (به انگلیسی: Let's Be Cops) یک فیلم کمدی اکشن و در قالب پلیسی محصول سال ۲۰۱۴ آمریکا به نویسندگی و کارگردانی لوک گرینفیلد است.

## بازیگران
- جیک جانسون در نقش رایان اومالی
- دیمون وینس جونیور در نقش جاستین میلر
- راب ریگل در نقش گشت افسر سیگرز
- نینا دوبرو در نقش جوزی
- جیمز دارسی در نقش مُسی کسک
- اندی گارسیا در نقش کاراگاه برولین
- کیگان-مایکل کی در نقش پیوپا
- جان لژوا در نقش تاد کانورز
- تام ماردیروسیان در نقش جورجی
- ناتاشا لگارو در نقش آنی
- ربکا کون در نقش لیدیا
- جاشوا اورموند در نقش جوی
- نلسون بونیلا در نقش پاشا
- جف چاس در نقش لکا
- جواندیس کندسه در نقش جکوندا
- بریانا ونسکوس در نقش پِرِشِز
- الک رِیم در نقش میشا
- ران کالدول در نقش ران

## تولید
تصویربرداری اصلی این فیلم در مه سال ۲۰۱۳ در آتلانتا، جورجیا آغاز شد و در ژوئیه بسته شد. همچنین برخی از فیلمبرداری‌ها نیز در چارلستون، SC گرفته شد.

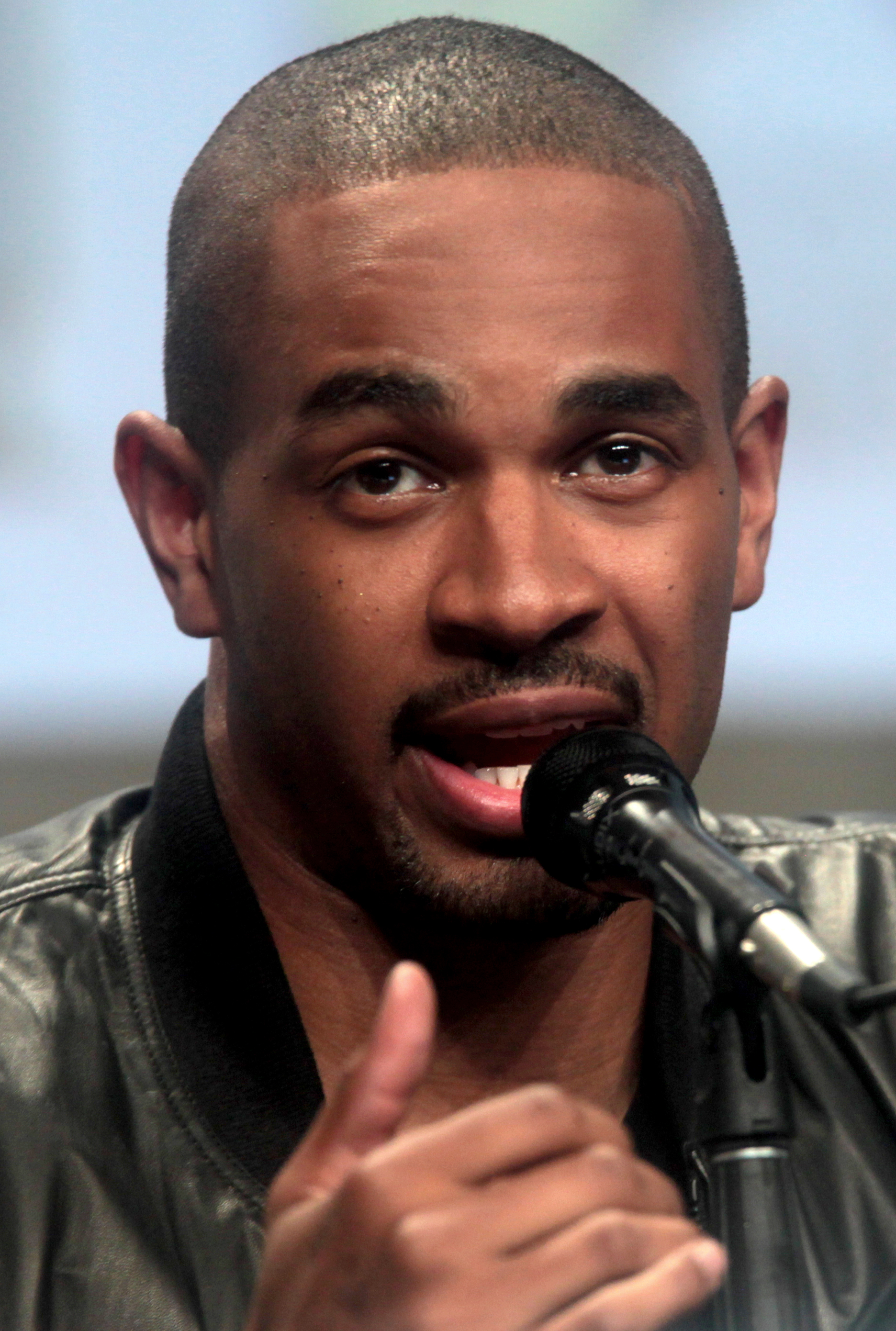
دیمون وینس جونیور در کامیک کان ۲۰۱۴ سن دیگو